# 성냥팔이 소녀

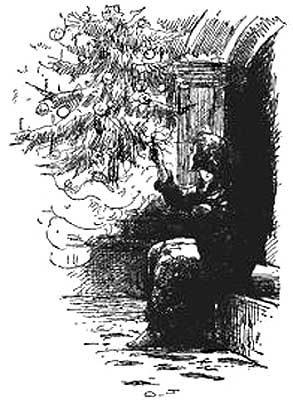
A. J. 베이스(A. J. Bayes)가 그린 《성냥팔이 소녀》 삽화 (1889년 제작)

《성냥팔이 소녀》(덴마크어: Den Lille Pige med Svovlstikkerne, 영어: The Little Match Girl)는 덴마크의 동화 작가 한스 크리스티안 안데르센이 1845년 12월에 발표한 단편소설이다.

## 줄거리
몹시 추운 새해 전야 12월 31일 밤, 한 작은 소녀가 맨발에 얇은 옷을 입고 추위에 떨며 거리에서 성냥을 팔고 있었다. 소녀는 성냥을 팔지 못하면 아버지에게 매를 맞았기 때문에 성냥이 다 팔리기 전까지는 집에 돌아갈 수 없었다. 그러나 거리를 지나가는 사람들은 연말의 분주함 때문인지 소녀를 본체 만체 하고 지나갔다.
깊은 밤에 소녀는 어느 집 앞에서 성냥에 불을 붙였다. 소녀는 성냥의 불길과 함께 따뜻한 난로, 근사한 거위 구이 요리, 크리스마스 트리 등의 환상이 나타났다가 불길이 사라지는 동시에 사라지는 신기한 체험을 했다.
하늘에서 별똥별이 떨어지는 모습을 본 소녀는 할머니가 "별똥별은 누군가가 죽어가는 것을 상징한다."라고 말한 것을 떠올렸다. 다음 번의 성냥에서 나온 불길에서는 생전에 소녀를 사랑과 친절로 대했던 할머니의 환영이 나타났다. 성냥의 불꽃이 사라지자 할머니가 사라지는 것을 두려워한 소녀는 당황해서 갖고 있던 성냥에 모두 불을 붙였다. 할머니의 모습은 밝은 빛에 휩싸이면서 소녀를 부드럽게 끌어안으며 천국으로 갔다.
새해 첫날 아침 소녀는 성냥들을 안고 행복한 미소를 지으면서 죽어 있었다. 그 광경을 본 사람들은 본인들이 너무 어리석었다고 자책하면서 모두 한마음 한뜻으로 소녀를 위해 기도를 하고 나서 눈물을 흘렸다.

## 같이 보기
- 아동 노동

1. ↑  판본에 따라 크리스마스 전날 밤 12월 24일
2. ↑  원래는 신발을 신고 있었지만, 한 짝은 마차를 피하던 과정에서 눈밭에 파묻혀서 잃어버렸고, 남은 한 짝은 장난꾸러기 아이(소년)들이 뺏어갔다.
3. ↑  판본에 따라 삼촌이나 집주인.